# Международно летище Виена
Международното летище Виена (на немски: Flughafen Wien – Schwechat) (VIE/LOWW) е международното летище на Виена, столицата на Австрия. Намира се в Швехат, на около 18 km южно от центъра на Виена.
Летището е най-голямото летище в Австрия. То е хъб на Austrian Airlines, както и база на нискотарифните компании Ryanair и Wizz Air. Летището има техническата възможност да обслужва широкофюзелажни самолети като Airbus A380, и разполага с голяма мрежа от европейски дестинации и полети на дълги разстояния до Азия, Северна Америка и Африка. Съответно аеропортът се явява разпределителен възел за пътници към гореспоменатите дестинации. През 2019 година през летището преминават рекордните 31 662 189 пътници. Тенденцията на повишение на обслужените пасажери е силно повлияна от коронавирусната пандемия от COVID-19 през 2020 и продължаваща през 2021 година, която негативно рефлектира върху пътникопотокът отчетен на летището (и в световен мащаб). През изминалата година е регистриран пътникопоток от 7.8 милиона пасарежи, което е 75.3% понижение спрямо предходната (2019) година.

## Ранни години
В началото летището е построено като военно през 1938 г. Използвано е през Първата световна война, като място за производство и проектиране от фирмата Heinkel, като името му по това време е Heinkel-Süd. През 1945 г. е превзето от британците. През 1954 г. експлоатационна компания е създадена и летището става основното летище на Виена и Австрия. По това време летището разполага само с една писта, която през 1959 г. е разширена до 3000 m. Строителството на нова сграда на летището започва през 1989 г.
През 1972 г. е построена друга писта. През 1982 г. летището е свързано с националната магистрална мрежа Остаутобан (на немски: Ostautobahn). През 1986 г. е открита новата зала за пристигащи, като през 1988 г. източният гейт разполага с 8 ръкава за транспортиране на пътници.
На 27 декември 1985 г. офисът за билети на El Al е атакуван от палестински терористи по време на атаките в Рим и Виена.

### Развитие след 1990
Flughafen Wien AG е един от малкото публично търгувани летищни оператори в Европа. Компанията е приватизирана през 1992 г., като Долна Австрия и Виена притежават по 20% от акциите на компанията, частна фондация с участие на служителите притежава 10% и останалите 50% са собственост на частна компания. Акциите са част от търговския индекс Austrian Traded Index.
През 1992 г. е отворен новият терминал 1. Година по-късно са отворени търговският център в транзитната зона на частите на летището до гейтове B, C и D. През 1996 в западната част на летището са отворени нови 12 ръкава за пътници. До затварянето си през 2003 г. в летището има клон на веригата магазини Harrods.
През 2006 г. е построена нова контролна кула с височина 209 m. От нея има 360° свободна гледка към цялото летище, и офиси. Съществува и вечерно лазерно шоу, което трябва да приветства пътниците, дори когато са още в самолета. В периода 2004 – 2007 г. е построен офис парк в близост до летището, като той разполага с 69 000 m² площи за наемане. ВИП терминал е открит през 2006 г.
На 5 юни 2012 г. нов пътнически терминал Austrian Star Alliance Terminal (Терминал 3, известен като Skylink по време на строителството) е отворен, като това дава техническата възможност летището във Виена да има капацитет от 30 милиона пътници годишно. Строителството започва през 2004 г., като е прекратено през 2009 г. поради завишаване на цената, но е възобновено отново през 2010 г. Максималните планирани разходи възлизат на не по-малко от 770 милиона евро. Сградата на новия терминал в северната част на летището има 17 ръкава за пътници и позволява по-бързото обслужване на самолети, въпреки че по-нататъшни подобрения ще бъдат необходими, за да бъде възможно обслужването на Airbus A380.

## Терминали
Международното летище Виена разполага с 4 терминала, наречени Терминал 1, 2 и 3, като те са директно построени един срещу друг, както и допълнителния временен Терминал 1А пред основната сграда. Терминал 1, 2 и 3 са свързани чрез пет връзки. В периода от 2004 г. до 2012 г. е построен Терминал 3 и новият център за излитащи за всички терминали.
Четвъртият терминал е преименуван на Регистрация (Check-in) от отварянето на Терминал 3 до юли 2014, когато всички терминали са преименувани на Терминал ... за да се предотврати объркване. Допълнително е инсталирана нова система за ориентиране.

### Терминална площ
- Терминал 1[5] е реновиран през януари 2013 година и се използва от авиокомпаниите в алиансите OneWorld и SkyTeam, както и от Turkish Airlines.
- Терминал 1A[5] е отделна самостоятелна сграда построена срещу Терминал 1, обслужваща нискотарифните компании.
- Терминал 2[5] е наскоро реновиран и предлага нови модерни технологии за проверка. Лентите за багаж са също модернизирани.[6]
- Терминал 3[5] със своите крила F и G е най-новата сграда на международното летище във Виена. Използва се основно от Austrian Airlines Group и повечето от членовете на алианса Star Alliance, като Emirates и Qatar Airways.

### Зали
- Площ B е основата на Площ C, гейтове B22 – B43 (качване с автобуси) за дестинации, които са част от Шенгенското споразумение.
- Площ C (западна част) се използва за дестинации, които попадат и не попадат в Шенгенското споразумение, с индивидуален паспортен контрол на всеки гейт. Гейтовете от С31 – С42 са с ръкави за пътници, С35 – С41 се използват само за трансфер на пътници, а С71 – С75 пътниците се извозват с автобуси и се използва само от дестинации, които са част от „Шенген“.
- Площ D (източна част; бивша Площ A) се използва за дестинации, които попадат в Шенгенското споразумение, като паспортният контрол се извършва в източната част. Гейтовете между D21 – D29 са с ръкави за пътници, гейтовете D31 – D37 пътниците се извозват с автобуси, също както на D61 – D70.
- Площ F (Етаж 1 от северна част) се използва за дестинации, които попадат в Шенгенското споразумение и се състои от гейтове F01 – F37, като качването на пътници се извършва чрез ръкави и автобуси.
- Площ G (Етаж 3 от северна част) се използва за дестинации, които не попадат в Шенгенското споразумение и имат споделен паспортен контрол на влизане в площта. Тя се състои от гейтове G01 – G37, като качването на пътници се извършва чрез ръкави и автобуси.

## Полети и авиокомпании
| Авиокомпания                   | Град – Летище |
| ------------------------------ | --- |
| Aegean Airlines                | Атина |
| Aer Lingus                     | Летище Дъблин |
| Aeroflot                       | Москва Шереметиево |
| airBaltic                      | Рига, Талин |
| Air Canada                     | Торонто Пиърсън |
| Air China                      | Пекин |
| Air France                     | Париж Шарл дьо Гол |
| Air Malta                      | Малта |
| Air Serbia                     | Белград |
| All Nippon Airways             | Токио Ханеда |
| AnadoluJet                     | Анкара, Истанбул Сабиха Гьокчен |
| Austrian Airlines              | Аман, Амстердам, Арбил, Атина, Банкок, Базел/Мюлуз, Барселона Ел Прат, Белград, Берлин Бранденбург, Бирмингам, Болоня, Брюксел, Будапеща, Букурещ, Варна, Варшава, Вашингтон Дълес, Венеция, Вилнюс, Гран Канария, Грац, Дюселдорф, Ереван, Женева, Загреб, Запорожие, Инсбрук, Кайро, Киев Бориспил, Кишинев, Клагенфурт, Копенхаген, Кошице, Краков, Кьолн/Бон, Лайпциг, Ланцароте, Ларнака, Лвов, Лион, Лондон Хийтроу, Малага, Манчестър, Маракеш, Милано Линате, Монреал Трюдо, Москва Домодедово, Мюнхен, Наполи, Ница, Нюарк, Ню Йорк, Нюремберг, Одеса, Осло, Палма де Майорка, Париж Шарл дьо Гол, Пекин, Подгорица, Прага, Прищина, Рим Фиумичино, Сараево, Сибиу, Скопие, Солун, София, Стокхолм Арланда, Тел Авив, Тенерифе-юг, Техеран, Тирана, Франкфурт, Хамбург, Хановер, Цюрих, Чикаго О'Хеър, Шанхай, Щутгарт, Яш |
| Blue Air                       | Букурещ |
| British Airways                | Лондон Хийтроу |
| Brussels Airlines              | Брюксел |
| Bulgaria Air                   | София |
| China Airlines                 | Тайпей |
| China Southern Airlines        | Гуанджоу, Урумчи |
| Croatia Airlines               | Загреб |
| easyJet                        | Амстердам, Базел/Мюлуз, Берлин Бранденбург |
| EgyptAir                       | Кайро |
| El Al                          | Тел Авив |
| Emirates                       | Дубай Интърнешънъл |
| Ethiopian Airlines             | Адис Абеба |
| Etihad Airways                 | Абу Даби |
| Eurowings                      | Гран Канария, Дюселдорф, Катания, Кьолн/Бон, Ланцароте, Малага, Марса Алам, Прищина, Тенерифе Юг, Фаро, Фуертевентура, Хамбург, Щутгарт |
| EVA Air                        | Банкок, Тайпей |
| Finnair                        | Хелзинки |
| Georgian Airways               | Тбилиси |
| Iberia                         | Мадрид |
| Iran Air                       | Техеран |
| KLM                            | Амстердам |
| Korean Air                     | Сеул Инчон |
| LOT                            | Варшава |
| Lufthansa                      | Мюнхен, Франкфурт |
| Luxair                         | Люксембург |
| Norwegian Air Shuttle          | Осло |
| Pegasus Airlines               | Анкара, Истанбул Сабиха Гьокчен |
| People's                       | Алтенрайн |
| Qatar Airways                  | Доха |
| Rossiya Airlines               | С. Петербург |
| Royal Jordanian                | Аман |
| Ryanair                        | Агадир, Айндховен, Аликанте, Аман, Атина, Баня Лука, Бари, Барселона Ел Прат, Билун, Болоня, Бремен, Бристъл, Брюксел Шарлероа, Букурещ, Валенсия, Варшава Модлин, Вилнюс, Гданск, Генуа, Гран Канария, Дортмунд, Дъблин, Единбург, Катания, Киев Бориспил, Кошице, Краков, Кьолн/Бон, Ланцароте, Лапенранта, Ларнака, Ливърпул, Лисабон, Лондон Станстед, Мадрид, Малага, Малта, Манчестър, Марсилия, Милано Бергамо, Милано Малпенса, Наполи, Ниш, Палма де Майорка, Париж Бове, Пафос, Пиза, Порто, Рига, Рим Фиумичино, Сандефьорд, Сантандер, Сарагоса, Севиля, Солун, София, Стокхолм Арланда, Сучава, Талин, Тел Авив, Тенерифе Юг, Фуертевентура, Херсон |
| Saudia                         | Джида |
| SunExpress                     | Анталия, Измир |
| Swiss International Air Lines  | Цюрих |
| TAP Portugal                   | Лисабон |
| TAROM                          | Букурещ |
| Transavia                      | Париж Орли |
| Tunisair                       | Цюрих |
| Turkish Airlines               | Анкара, Истанбул |
| Ukraine International Airlines | Киев Бориспил |
| Utair                          | Москва Внуково, Уфа |
| Volotea                        | Нант |
| Vueling                        | Барселона Ел Прат |
| Wizz air                       | Айндховен, Аман, Атина, Бари, Барселона Ел Прат, Билун, Брюксел Шарлероа, Букурещ, Валенсия, Варна, Варшава Шопен, Гран Канария, Дортмунд, Ереван, Запорожие, Катания, Киев Жуляни, Кишинев, Клуж-Напока, Кутаиси, Кьолн/Бон, Ларнака, Лисабон, Лондон Лутън, Мадрид, Малага, Маракеш, Милано Малпенса, Наполи, Ница, Ниш, Осло, Охрид, Палма де Майорка, Подгорица, Порто, Прищина, Рейкявик, Рим Фиумичино, Солун, Стокхолм Скавста, Сучава, Талин, Тел Авив, Тенерифе Юг, Тирана, Тузла, Харков, Шарм ел-Шейх |

## Наземен транспорт

### Железопътен транпосрт
Регионалните влакове на Виена – линия S7 осигурява връзката с центъра на Виена. Билетите за тези влакове позволяват пътуване и с метро, автобус и трамвай. По-скъпите влакове City Airport Train свързват директно летището с централната гара на Виена за 16 минути.

### Автомобилен транспорт
Международното летище на Виена се намира на автомагистрала А4, която свързва с центъра на Виена и Будапеща. Летището има собствен изход на магистралата наречен Flughafen Wien – Schwechat. Братислава е свързана с летището с автомагистрала А6, която се отделя от А4 на изток. Таксиметрови услуги са достъпни на летището, също и наемане на коли.

### Автобусен транспорт
Автобусен транспорт обслужва връзки до различни места във Виена, но и до градовете Братислава, Будапеща и Бърно. Добра автобусна връзка има между Братислава и Виена, която се изпълнява 21 пъти на ден.

## Катастрофи и инциденти
- До 2015 г. на международното летище Виена не е имало фатални инциденти от 1955 г., когато Convair CV-340 се разбива при подход към летището. Убити са 7 и ранени 29 пътници и екипаж на борда.[8]
- На 12 юли 2000 г. Hapag-Lloyd полет 3378 се разбива на международното летище Виена. Причината за инцидента е изчерпване на горивото. При този инцидент няма жертви.